# Jaw´
Jaw´ (ros. Явь) – siódmy album rosyjskiego zespołu pagan metal/folk metalowego Arkona, wydany 25 kwietnia 2014 przez wytwórnię Napalm Records. 
Album zawiera 9 utworów.

## Lista utworów
| Nr | Tytuł utworu          | Polska transkrypcja    | Długość |
| -- | --------------------- | ---------------------- | ------- |
| 1. | „Зарождение”          | Zarożdienije           | 8:59    |
| 2. | „На страже новых лет” | Na straże nowych let   | 7:23    |
| 3. | „Сербия”              | Sierbija               | 5:32    |
| 4. | „Зов пустых деревень” | Zow pustych dieriewień | 6:20    |
| 5. | „Город Снов”          | Gorod Snow             | 4:48    |
| 6. | „Ведьма”              | Wied´ma                | 6:19    |
| 7. | „Чадо Индиго”         | Czado Indigo           | 7:39    |
| 8. | „Явь”                 | Jaw´                   | 13:26   |
| 9. | „В объятьях Крамолы”  | W objatjach Kramoły    | 6:42    |
|    |                       |                        | 1:07:08 |

Produkcja: Siergiej "Lazar" i Masza "Scream" Archipowa
Mastering: Siergiej "Lazar" (styczeń 2014 r.)
Muzyka i teksty piosenek: Masza "Scream", z wyjątkiem "Zov pustyh dereven'" – muzyka Masza "Scream" i Siergiej "Lazar" oraz "Ved'ma" – słowa Thomas Väänänen (tłumaczenie: Masza "Scream")